# Jane McCarry
Jane McCarry (* 1970) ist eine schottische Schauspielerin. Besondere Bekanntheit erlangte sie in der Rolle der Isa Drennan in der Fernsehserie Still Game.
McCarry besuchte das Queen Margaret College in Edinburgh und erhielt dort 1992 ihren Abschluss. Sie ist verheiratet und hat zwei Kinder.
2007 wurde sie für ihre Rolle in der Serie Still Game mit dem BAFTA Scotland Award ausgezeichnet.

## Filmografie
- 1993: Tis’ the Season to be Jolly
- 1994: The Tales of Para Handy (Fernsehserie, 1 Episode)
- 1994–1999: Rab C. Nesbitt
- 1995: Pulp Video (Fernsehserie)
- 1998–2003: Hububb (Fernsehserie)
- 2002–2007: Still Game (Fernsehserie)
- 2006: Me Too (Fernsehserie)
- 2010: Changed Days
- 2022: Too Rough (Kurzfilm)